# Embraer EMB-810
O Embraer EMB-810 "Seneca" é um avião bimotor comercial a pistão produzido no Brasil pela Embraer e posteriormente por sua subsidiária Neiva, sob licença da norte-americana Piper Aircraft.
Trata-se do Piper Seneca.
Equipado com dois motores Continental, desenvolve velocidade de 318 km/h e pode transportar sete passageiros.

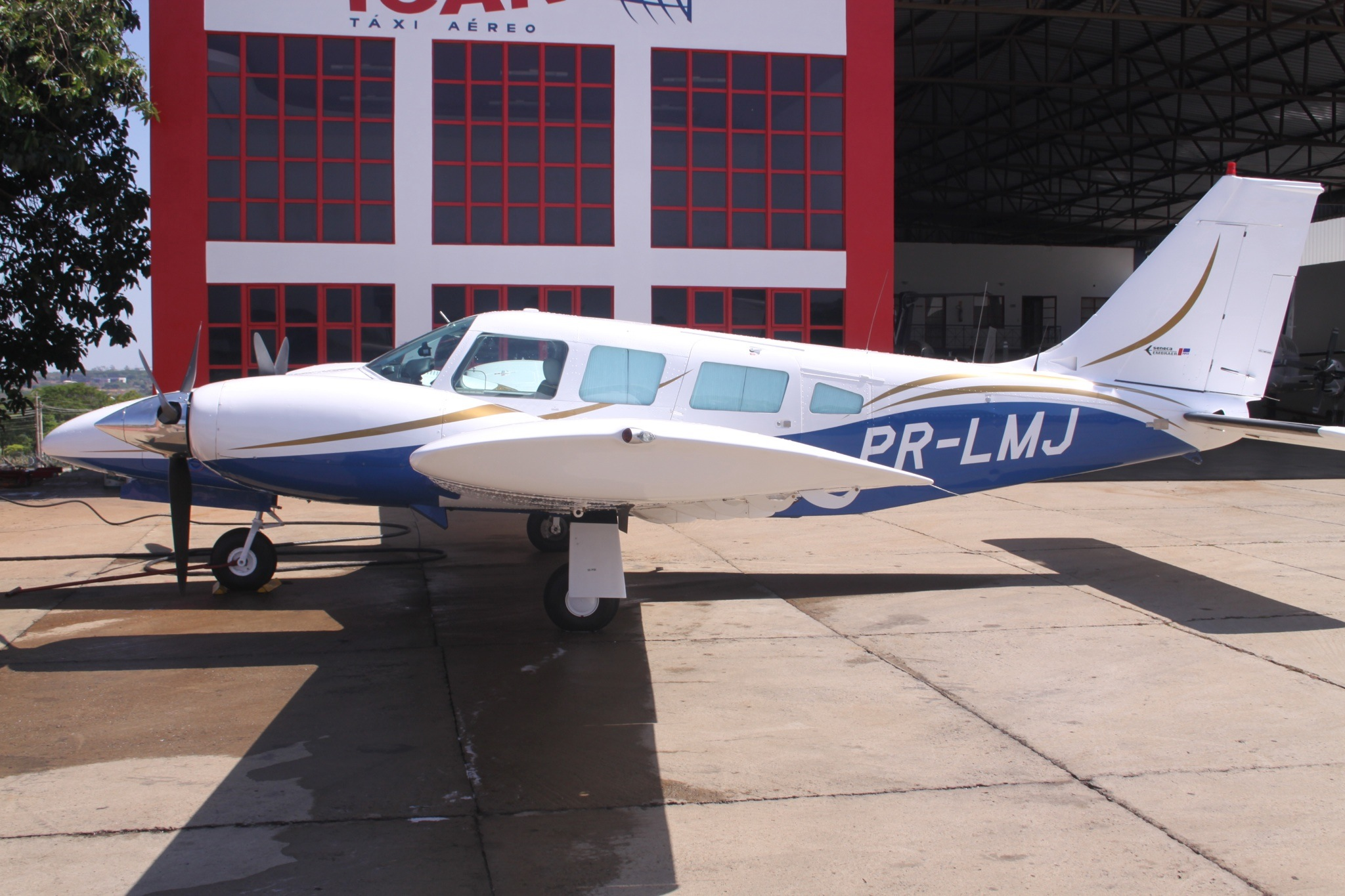
Emb-810 Seneca

Em 6 de abril de 1982, a Embraer lançou a versão Seneca III, que trouxe algumas modificações, incluindo o motor Continental de 220 HP e hélices tri-pás, o que garante maior velocidade de cruzeiro. A nova versão inclui uma decoração requintada e a possibilidade de adaptar seus assentos para configurá-lo como um avião executivo, com suas poltronas ficam frente à frente, com uma mesa retrátil no meio. É possível também, com o Seneca III, voar em altas altitudes, visto que o modelo possui um teto aprovado de 25 000 pés. A Embraer fornecia um sistema portátil de oxigênio, indispensável para esses voos.
Foi o bimotor mais vendido no mundo entre os aviões de sua classe. No Brasil totalizou 876 unidades produzidas, sendo a última fabricada no ano 2000. Uma pesquisa divulgada em 1984 revelou que o Seneca era o avião leve mais utilizado para transporte de pessoas nas ligações entre cidades urbanas. Somente em 1979, o bimotor representava quase 30% de todos os aviões leves entregues pela Embraer.